# Boltenia iburi
Boltenia iburi is een zakpijpensoort uit de familie van de Pyuridae. De wetenschappelijke naam van de soort is, als Cynthia iburi, voor het eerst geldig gepubliceerd in 1934 door Oka.